# Digital Anvil
Az amerikai Digital Anvil videójáték-fejlesztő cég 1996-ban alakult, amikor a korábban a Wing Commander-t is készítő Chris Roberts elhagyta az Origin Systems, Inc.-et több munkatársával együtt.

## Története
Chris Roberts szerint a Digital Anvil azért jött létre, hogy visszahozza a '80-as években a videójátékok iparában megfigyelhető "kis-csapatos" fejlesztést. A vállalat négy címet jelentett be működése alatt: a Conquest: Frontier Wars-t, a Loose Cannon-t, a Starlancer-t és a cég legnagyobb fejlesztését a Freelancer, ami tulajdonképpen a Wing Commander: Privateer-nek volt a nem hivatalos felélesztése és továbbfejlesztése.
Az első a cég által kiadott játék a Starlancer volt, egy külső fejlesztő a Warthog terméke. A program sajnos pont egy olyan időszakban került a piacra amikor a űr-harc témájú játékok nem voltak népszerűek a játékosok között. Így a végeredmény anyagi bukás lett. A játék két tervezett folytatását elvetették.
Kisebb kitérőként a filmek világába az 1999-es Wing Commander film vizuális effektjeiért a csapat felelt.
2000-ben a Digital Anvil-t felvásárolta a Microsoft. Ennek következményeként a Conquest: Frontier Wars és a Loose Cannon fejlesztését a cég abbahagyta, végül a két cím fejlesztését az Ubi Soft Entertainment folytatta, emellett a vállalat társalapítója, Chris Roberts elhagyta a céget. Ezek után már csak mint tanácsadó segédkezett a Freelancer fejlesztésében. A Digital Anvil Loose Cannon-on dolgozó fejlesztőinek nagy részét az új zászlóshajóhoz a Freelancer-hez irányították át. Egyedül ez a projekt élte túl a Microsoft-ot nagyobb változtatások nélkül.
2003 márciusában megjelent a Freelancer, azonnal a hónap legtöbb példányban elkelt játékai közé került. A szakma véleményei megoszlottak, de egyértelmű üzleti siker született. Ugyanezen év májusában a Digital Anvil megjelentette a csak Xbox-ra fejlesztett játékát a Brute Force-ot is. Ez a játék is szépen teljesített, rekordot állított fel: a legtöbbet ebből az Xbox játékból adtak el a megjelenést követő hónapban.
2005 novemberében a Microsoft a cég alkalmazottait a Microsoft Game Studios-hoz helyezte át. A Digital Anvil 2006. január 31-én hivatalosan is megszűnt.